# 서아프리카 축구 연맹
서아프리카 축구 연합(영어: West Africa Football Union, 프랑스어: Union du Football de l' Ouest Afrique)은 서아프리카 지역의 축구 협회가 모여서 1977년에 결성된 연합체이다.

## 회원국
- 가나
- 감비아
- 기니
- 기니비사우
- 나이지리아
- 니제르
- 라이베리아
- 말리
- 모리타니
- 베냉
- 부르키나파소
- 세네갈
- 시에라리온
- 카보베르데
- 코트디부아르
- 토고

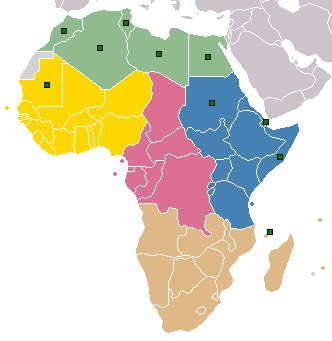
이 그림에서 황색으로 표시된 국가가 서아프리카 축구 연합의 회원국이다.

이 가운데  모리타니는 아랍 축구 연맹의 회원국이기도 하다.

## 역대 회장
- Jacques Anouma (2004년-2008년)
- Amos Adamu (2008년-현재)

## 관할 대회
- WAFU 컵
- WAFU 청소년 축구 선수권 대회
- 서아프리카 클럽 축구 선수권 대회

## 같이 보기
- 아프리카 축구 연맹